# NGC 6018
NGC 6018 est une galaxie lenticulaire située dans la constellation du Serpent. Sa vitesse par rapport au fond diffus cosmologique est de 5 319 ± 26 km/s, ce qui correspond à une distance de Hubble de 78,5 ± 5,5 Mpc (∼256 millions d'al). NGC 6018 a été découverte par l'astronome germano-britannique William Herschel en 1787. Deux jours plus tard, William Herschel a aussi découvert la galaxie NGC 6021.
NGC 6018 présente une large raie HI.
À ce jour, une mesure non basée sur le décalage vers le rouge (redshift) donne une distance d'environ 84,500 Mpc (∼276 millions d'al). Cette valeur est tout juste à l'extérieur des valeurs de la distance de Hubble. Notons que c'est avec la valeur moyenne des mesures indépendantes, lorsqu'elles existent, que la base de données NASA/IPAC calcule le diamètre d'une galaxie et qu'en conséquence le diamètre de NGC 6018 pourrait être d'environ 34,2 kpc (∼112 000 al) si on utilisait la distance de Hubble pour le calculer.
NGC 6018 est un membre du superamas d'Hercule. 
Selon une étude publiée en 2008 par Focardi, Zitelli et Marinoni, les galaxies NGC 6018 et NGC 6021 forment une paire de galaxies (E+SB0/a).